# Četverokutni slabinski mišić
Četverokutni slabinski mišić (lat. musculus quadratus lumborum) je mišić koji čini stražnji dio trbušne stijenke. Mišić inerviraju: dvanesti međurebreni živac i ogranci slabinskog živčanog spleta.

## Polaziše i hvatište
Mišić polazi s dvanestog rebra i slabinskih kralješaka (gornja četiri), ide prema dolje i hvata se za bočnu kost (točnije bočni greben).